# Мелу, Жулио Сезариу де
Жулио Сезариу де Мелу (порт. Júlio Cesário de Melo, также порт. Cesário de Mello; 6 сентября 1876, Ресифи, Пернамбуку — 28 декабря 1952, Рио-де-Жанейро) — бразильский врач и политик; сенатор в Эру Варгаса, в 1935—1937 годах.

## Биография
Жулио Мелу (Мело) родился 6 сентября 1876 года в муниципалитете Ресифи в штате Пернамбуку; в 18 лет, после смерти отца, переехал в бразильскую столицу того времени — в Рио-де-Жанейро — чтобы изучать медицину; работал в аптеке. Окончил медицинский факультет университета Рио-де-Жанейро в 1905 году. Стал членом партии «Partido Libertador», затем присоединился к Партии автономистов федерального округа (PADF).
Мелу одержал победу на выборах в сенат Бразилии, проходивших в 1934 году по новой (третьей) конституции: стал одним из двух сенатором, избранных городским советом федерального округа. Будучи избранным на восьмилетний срок в 37-й созыв бразильского сената, занимал свой пост неполные три года, с 1935 по 1937 год — поскольку в ноябре 1937 года президент Жетулиу Варгас организовал государственный переворот и основал централизованное государство Эстадо Ново (Estado Novo).
Жулио Мелу оставался членом местного совета поселения (района) Санта-Крус до 1948 году — ушёл в отставку по состоянию здоровья. Скончался в Рио-де-Жанейро 28 декабря 1952 года.